# Verbascum pelium
Verbascum pelium är en flenörtsväxtart som beskrevs av Halácsy. Verbascum pelium ingår i släktet kungsljus, och familjen flenörtsväxter. Inga underarter finns listade i Catalogue of Life.